# Mixtape (telewizja)
Mixtape – kanał telewizyjny, który wystartował 18 września 2020 roku. Nadaje on muzykę hip-hop, gangsta rap i reggae. Jest on dostępny w sieciach kablowych.

## Historia
20 maja 2020 KRRiT udzieliła firmie SandBox Media koncesji na nadawanie kanału „Mixtape” o charakterze muzyczno-rozrywkowym. Kanał wystartował 18 września 2020 w sieci kablowej Bart-Sat dostępnej na terenie Bartoszyc, a 25 września tego samego roku został on dołączony do oferty sieci Sat-Mont Service.
12 grudnia 2020 roku kanał dokonał zmian w oprawie graficznej, natomiast 15 stycznia kanał rozpoczął emisję notowania „TOP 10 Tidal”, prezentującego 10 najpopularniejszych utworów muzycznych typu rap, natomiast w serwisie streamingowym Tidal pojawiły się playlisty przygotowane przez redakcję muzyczną kanału.

## Dostępność
Kanał jest obecnie dostępny w sieci FineMEDIA, usłudze streamingowej GONET.TV oraz w sieciach Asta-Net, Elsat, UPC Polska, Bart-Sat i Sat-Mont-Service.